# St. James Park (Brackley Town)
St. James Park is een voetbalstadion met plaats voor 3,500 toeschouwers in Brackley in Engeland. Het is de thuisbasis van de voetbalclub Brackley Town FC.
De club speelde vanaf hun oprichting op Manor Road tot met 1968 en toen ze verhuisd naar Buckingham Road waarmee spelers wisselden in de nabijgelegen bij Plough pub. In 1974 verhuisden ze naar St. James Park op Churchil way in Brackley. In het seizoen 1988 zijn schijnwerpers geïnstalleerd. Tijdens hun eerste periode in de Southern League werd een tribune met 300 zitplaatsen gebouw op één zijlijn. Het terrein heeft op dit moment een capaciteit van 3.500, waarvan 300 zitplaatsen en 1.500 overdekt.